# Natação no Campeonato Europeu de Esportes Aquáticos de 2012 - 100 m borboleta masculino
A prova dos 100 metros borboleta masculino da natação no Campeonato Europeu de Esportes Aquáticos de 2012 ocorreu entre os dias 25 e 26 de maio em Debrecen na Hungria. 

## Calendário
| Fase          | Data       | Hora  |
| ------------- | ---------- | ----- |
| Eliminatórias | 25 de maio | 10:14 |
| Semifinal     | 25 de maio | 17:23 |
| Final         | 26 de maio | 17:27 |

Todos os horários estão no horário local (UTC+1)

## Recordes
Antes desta competição, os recordes eram os seguintes:
| Recorde mundial       | Michael Phelps      | 49.82 | Roma      | 1 de agosto de 2009  |
| Recorde europeu       | Milorad Čavić       | 49.95 | Roma      | 1 de agosto de 2009  |
| Recorde do campeonato | Yevgeny Korotyshkin | 51.73 | Budapeste | 14 de agosto de 2010 |

Os seguintes novos recordes foram estabelecidos durante esta competição. 
| Data       | Prova | Nadadora      | Nacionalidade | Tempo | Recordes              |
| ---------- | ----- | ------------- | ------------- | ----- | --------------------- |
| 26 de maio | Final | Milorad Čavić | Sérvia        | 51.45 | Recorde do campeonato |

## Medalhistas
| Ouro                | Prata             | Bronze               |
| Milorad Čavić (SRB) | László Cseh (HUN) | Matteo Rivolta (ITA) |

## Resultados

### Eliminatórias
Esses foram os resultados das eliminatórias. 
| Pos. | Bateria | Raia | Nadador                   | Nacionalidade | Tempo | Notas |
| ---- | ------- | ---- | ------------------------- | ------------- | ----- | ----- |
| 1    | 7       | 4    | László Cseh               | Hungria       | 52.32 | Q     |
| 2    | 7       | 1    | Matteo Rivolta            | Itália        | 52.43 | Q     |
| 3    | 5       | 4    | Milorad Čavić             | Sérvia        | 52.46 | Q     |
| 4    | 5       | 1    | Bence Pulai               | Hungria       | 52.68 | Q     |
| 5    | 7       | 5    | Francois Heersbrandt      | Bélgica       | 52.72 | Q     |
| 6    | 6       | 6    | Dinko Jukić               | Áustria       | 52.73 | Q     |
| 7    | 6       | 3    | Peter Mankoč              | Eslovênia     | 52.75 | Q     |
| 8    | 6       | 8    | Piero Codia               | Itália        | 52.76 | Q     |
| 9    | 6       | 5    | Ivan Lenđer               | Sérvia        | 52.86 | Q     |
| 10   | 7       | 3    | Philip Heintz             | Alemanha      | 52.91 | Q     |
| 11   | 6       | 4    | Nikita Konovalov          | Rússia        | 52.96 | Q     |
| 12   | 5       | 3    | Rafael Muñoz              | Espanha       | 53.01 | Q     |
| 13   | 6       | 2    | Pavel Sankovich           | Bielorrússia  | 53.04 | Q     |
| 14   | 5       | 7    | Ádám Madarassy            | Hungria       | 53.10 |       |
| 15   | 7       | 6    | Romain Sassot             | França        | 53.12 | Q     |
| 16   | 5       | 5    | Lars Frölander            | Suécia        | 53.23 | Q     |
| 17   | 6       | 1    | Yauhen Tsurkin            | Bielorrússia  | 53.27 | Q     |
| 18   | 5       | 6    | Medhy Metella             | França        | 53.47 |       |
| 19   | 7       | 8    | Alexandru Coci            | Roménia       | 53.51 |       |
| 20   | 3       | 5    | Denys Dubrov              | Ucrânia       | 53.54 |       |
| 21   | 4       | 2    | Tiago Venâncio            | Portugal      | 53.56 |       |
| 22   | 4       | 5    | Alon Mandel               | Israel        | 53.57 |       |
| 23   | 3       | 3    | Martin Spitzer            | Áustria       | 53.59 |       |
| 23   | 7       | 2    | Simão Morgado             | Portugal      | 53.59 |       |
| 25   | 4       | 8    | Nico van Duijn            | Suíça         | 53.63 |       |
| 26   | 5       | 2    | Marco Belotti             | Itália        | 53.84 |       |
| 27   | 4       | 4    | Stefanos Dimitriadis      | Grécia        | 53.85 |       |
| 28   | 2       | 3    | Robert Zbogar             | Eslovênia     | 53.89 |       |
| 29   | 2       | 4    | Tom Kremer                | Israel        | 53.97 |       |
| 30   | 4       | 7    | Jan Sefl                  | Chéquia       | 53.99 |       |
| 31   | 3       | 2    | Fotios Koliopoulos        | Grécia        | 54.05 |       |
| 32   | 3       | 8    | Michal Poprawa            | Polónia       | 54.09 |       |
| 33   | 4       | 6    | Bence Biczó               | Hungria       | 54.10 |       |
| 34   | 6       | 7    | Mario Todorović           | Croácia       | 54.17 |       |
| 35   | 3       | 4    | Stefano Mauro Pizzamiglio | Itália        | 54.27 |       |
| 36   | 4       | 1    | Diogo Carvalho            | Portugal      | 54.34 |       |
| 37   | 3       | 6    | Alexandre Liess           | Suíça         | 54.49 |       |
| 38   | 3       | 1    | Martin Verner             | Chéquia       | 54.54 |       |
| 39   | 7       | 7    | Duarte Rafael Mourao      | Portugal      | 54.56 |       |
| 40   | 3       | 7    | Martin Liivamägi          | Estónia       | 54.62 |       |
| 41   | 1       | 3    | Jonathan Massacand        | Suíça         | 54.92 |       |
| 42   | 1       | 2    | Yury Suvorau              | Bielorrússia  | 55.04 |       |
| 43   | 2       | 1    | Lubos Grznar              | Eslováquia    | 55.23 |       |
| 44   | 1       | 4    | Sindri Thor Jakobsson     | Noruega       | 55.37 |       |
| 45   | 1       | 1    | Martti Aljand             | Estónia       | 55.40 |       |
| 46   | 2       | 8    | Pavels Kondrahins         | Letônia       | 55.53 |       |
| 47   | 2       | 2    | Bernhard Wolf             | Áustria       | 55.62 |       |
| 48   | 2       | 6    | Niksa Roki                | Croácia       | 55.66 |       |
| 49   | 1       | 5    | Edgaras Štura             | Lituânia      | 55.70 |       |
| 50   | 1       | 6    | Tadas Duškinas            | Lituânia      | 55.71 |       |
| 51   | 2       | 5    | Konstantinos Markozis     | Grécia        | 55.76 |       |
| 52   | 2       | 7    | Raphael Stacchiotti       | Luxemburgo    | 55.90 |       |
| 53   | 1       | 7    | Avi Cohen                 | Israel        | 55.91 |       |
| 54   | 4       | 3    | Duje Draganja             | Croácia       | DNS   |       |
| 54   | 5       | 8    | Vytautas Janušaitis       | Lituânia      | DNS   |       |

### Semifinal
Esses foram os resultados das semifinais. 
Semifinal 1
| Pos. | Raia | Nadador        | Nacionalidade | Tempo | Notas |
| ---- | ---- | -------------- | ------------- | ----- | ----- |
| 1    | 7    | Rafael Muñoz   | Espanha       | 52.48 | Q     |
| 2    | 4    | Matteo Rivolta | Itália        | 52.52 | Q     |
| 3    | 5    | Bence Pulai    | Hungria       | 52.56 | Q     |
| 4    | 2    | Philip Heintz  | Alemanha      | 52.91 |       |
| 4    | 3    | Dinko Jukić    | Áustria       | 52.91 |       |
| 6    | 6    | Piero Codia    | Itália        | 52.93 |       |
| 7    | 1    | Romain Sassot  | França        | 53.03 |       |
| 8    | 8    | Yauhen Tsurkin | Bielorrússia  | 53.07 |       |

Semifinal 2
| Pos. | Raia | Nadador              | Nacionalidade | Tempo | Notas |
| ---- | ---- | -------------------- | ------------- | ----- | ----- |
| 1    | 4    | László Cseh          | Hungria       | 51.95 | Q,    |
| 2    | 5    | Milorad Čavić        | Sérvia        | 52.08 | Q     |
| 3    | 2    | Ivan Lenđer          | Sérvia        | 52.34 | Q     |
| 4    | 7    | Nikita Konovalov     | Rússia        | 52.38 | Q     |
| 5    | 6    | Peter Mankoč         | Eslovênia     | 52.65 | Q     |
| 6    | 3    | Francois Heersbrandt | Bélgica       | 52.68 |       |
| 7    | 8    | Lars Frölander       | Suécia        | 52.86 |       |
| 8    | 1    | Pavel Sankovich      | Bielorrússia  | 53.12 |       |

### Final
Esse foi o resultado da final. 
| Pos.              | Raia | Nadador          | Nacionalidade | Tempo | Notas                 |
| ----------------- | ---- | ---------------- | ------------- | ----- | --------------------- |
| Medalha de ouro   | 5    | Milorad Čavić    | Sérvia        | 51.45 | Recorde do campeonato |
| Medalha de prata  | 4    | László Cseh      | Hungria       | 51.77 | Recorde nacional      |
| Medalha de bronze | 7    | Matteo Rivolta   | Itália        | 52.40 |                       |
| 4                 | 3    | Ivan Lenđer      | Sérvia        | 52.54 |                       |
| 5                 | 2    | Rafael Muñoz     | Espanha       | 52.71 |                       |
| 6                 | 8    | Peter Mankoč     | Eslovênia     | 52.89 |                       |
| 7                 | 6    | Nikita Konovalov | Rússia        | 52.96 |                       |
| 8                 | 1    | Bence Pulai      | Hungria       | 53.04 |                       |

Legenda
| Recorde mundial       | Recorde mundial (World record)               |                       | Recorde africano                      | Recorde africano (African) |                                           | Q | Classificado por posição (Qualified) |
| Recorde do campeonato | Recorde do campeonato (Championship record)  | Recorde da América    | Recorde da América (Americas)         | q                          | Classificado por melhor tempo (Qualified) |   |                                      |
| Melhor marca do ano   | Melhor marca do ano (World leading)          | Recorde asiático      | Recorde asiático (Asian)              | DNS                        | Não largou (Did not start)                |   |                                      |
| Recorde nacional      | Recorde nacional (National record)           | Recorde europeu       | Recorde europeu (European)            | DNF                        | Não terminou (Did not finish)             |   |                                      |
| Recorde pessoal       | Recorde pessoal do atleta (Personal best)    | Recorde da Oceania    | Recorde da Oceania (Oceania)          | DSQ / DQ                   | Desclassificado (Disqualified)            |   |                                      |
| Recorde da temporada  | Recorde da temporada do atleta (Season best) | Recorde sul-americano | Recorde sul-americano (South America) | NM                         | Sem marca (No mark)                       |   |                                      |